# Attagenus duplex
Attagenus duplex is een keversoort uit de familie spektorren (Dermestidae). De wetenschappelijke naam van de soort werd in 1890 gepubliceerd door Edmund Reitter in Heyden.